# Bev Bevan
Bev Bevan (născut Beverley Bevan), (n. 24 noiembrie 1944, Sparkhill, Birmingham, Anglia), este un muzician rock englez care a fost bateristul și unul dintre membrii originali ai trupelor The Move și Electric Light Orchestra. După destrămarea ELO din 1986, acesta a format Electric Light Orchestra Part II, fără Jeff Lynne.
Bevan a fost de asemenea bateristul live al formației Black Sabbath între 1983 și 1984, cântând și pe albumul lor din 1987, The Eternal Idol.